# Ригел
Ригел (β Orionis, Бета от Орион) е най-ярката звезда в съзвездието Орион и седмата по яркост звезда в небето, с видима величина 0,13. Разстоянието до нея се оценява на 860 ± 80 светлинни години. Поради голямата си маса, Ригел се класифицира като звезда свръхгигант.
Макар Ригел да изглежда като една синьо-бяла звезда за невъоръженото око, всъщност тя представлява звездна система, включваща поне четири звезди. Основната звезда (Ригел A) е масивен син свръхгигант със спектрален клас B8Ia, който е между 61,5 хил. до 363 хил. пъти по-светим и от 18 до 24 пъти по-масивен от Слънцето, в зависимост от използвания метод на изчисление. Радиусът му е над 70 пъти по-голям от този на Слънцето, повърхностната му температура е около 12 100 K. Бидейки на около 7 – 9 милиона години, звездата е изразходила водорода в ядрото си, разширила се е и се е охладила, превръщайки се в свръхгигант. Животът ѝ ще приключи със свръхнова тип II.

## Наблюдение
Ригел е променлива звезда с видима величина, варираща от 0,005 до 0,18. Тя обикновено е седмата най-ярка звезда на небесната сфера, като понякога е задминавана по яркост от Бетелгейзе. Обикновено е по-бледа от Капела, която също е с леко променлива яркост. Ригел изглежда синьо-бяла и има B-V цветови индекс от −0,06. Поради тази причина, тя контрастира силно с червената Бетелгейзе.
Кулминира всяка година в полунощ на 12 декември и към 21 часа на 24 януари. Тя е видима в зимните нощи в северното полукълбо и през летните нощи в южното полукълбо. В южното полукълбо това е първата ярка звезда на Орион, която се вижда при изгряването на съзвездието. Звездата е връх в Зимен кръг – астеризъм, включващ Капела, Алдебаран, Процион, Сириус и Полукс. Ригел е видима екваторна навигационни звезда, бидейки лесно видима от всички океани на Земята (с изключение на областта отвъд 8° на Северния полюс).
Спектралният клас на Ригел е определяща точка в класификационната последователност на свръхгигантите. Общият спектър е типичен за звезда от късен клас B, със силни абсорбционни линии на водородната серия на Балмър и неутрални хелиеви линии, както и някои линии на по-тежки елементи като кислород, калций и магнезий.
Чрез наблюдения на променливите спектрални линии на Ригел, е оценено, че загубата на маса на звездата вследствие звезден вятър, е (1,5 ± 0,4)×10−7 слънчеви маси на година – около 10 милиона пъти повече от загубите на самото Слънце.

## Звездна система
Звездната система на Ригел съдържа поне четири компонента. Синият главен свръхгигант (Ригел A) има придружител, който вероятно е близка тройна звездна система. Спекулира се наличието на пети компонент в лицето на по-бледа и далечна звезда.
Уилям Хершел открива, че Ригел включва повече от една звезда на 1 октомври 1781 г., каталогизирайки я като звезда 33 в своя „Каталог на двойните звезди“. Фридрих Георг Вилхелм фон Струве първи измерва относителната позиция на компаньона през 1822 г., обозначавайки видимата двойка като Σ 668. Вторичната звезда често се нарича Ригел B или β Orionis B. Ъгловото разстояние на Ригел B от Ригел A е 9,5 арксекунди на юг по позиционния ъгъл 204°. Общата разлика в яркостта ѝ спрямо Ригел A (около 6,6 величини или 440 пъти по-бледа) я прави предизвикателна цел за телескопите с апертура по-малка от 15 cm.
При изчисленото разстояние до Ригел, минималното разделя на Ригел B от Ригел A е над 2200 астрономически единици. От откриването ѝ, не са засечени признаци на орбитално движение, макар и двете звезди да споделят сходно общо собствено движение. Двойката може би има приблизителен орбитален период от около 24 000 години. Данните от космическата обсерватория Gaia дават в известна степен несигурен паралакс за Ригел B, поставяйки я на 1100 светлинни години.
През 1871 г. Шербърн Уесли Бърнам започва да подозира, че Ригел B е двойна звезда, а през 1878 г. успява да я отдели на два компонента. Този видим придружител е обозначаван като компонент C (Ригел C) и има измерено разделяне от компонента B, което варира от по-малко от 0,1″ до около 0,3″. През 2009 г. спекъл интерферометрия показва двата почти идентични компонента, отделени на 0,124" и с видими величини 7,5 и 7,6. Изчисленият им орбитален период е 63 години.
Компонентът B е спектроскопична двойна система, проявяваща две серии от спектрални линии, комбинирани в един звезден спектър. Периодичните наблюдавани промени в относителните позиции на тези линии сочат за орбитален период от 9,86 дни. Двата спектроскопични компонента, Ригел Ba и Ригел Bb, не могат да се засекат с оптични телескопи, но се знае, че и двете са горещи звезди от спектрален клас около B9. Тази спектроскопична двойка, заедно с видимия компонент Ригел C, вероятно представлява тройна звездна система.
През 1878 г. Бърнам открива още една вероятно свързана звезда с величина около 13, която обозначава като компонент D. През 2017 г. разделението ѝ от Ригел е 44,5″ при позиционен ъгъл 1°, макар да не е ясно дали тя е физически свързана с Ригел или нейното движение е просто съвпадение. Gaia разкрива, че това вероятно е оранжево джудже, което би имало орбитален период от 250 хиляди години, ако е част от системата на Ригел.

## Физични свойства
Изчисляването на много физични характеристики на сините свръхгиганти, включително и Ригел, е предизвикателство, поради тяхната рядкост и несигурност относно разстоянието им до Слънцето. Следователно, голяма част от схващанията за техните свойства се основава на теоретични звездни еволюционни модели.
Макар Ригел често да се счита за най-светимата звезда в радиус от 1000 светлинни години около Слънцето, излъчваната от нея енергия е слабо изучена. Ако разстоянието до Ригел е 860 светлинни години, то относителната светимост на Ригел би била 120 хиляди пъти по-голяма от тази на Слънцето, а ако разстоянието е 1170 светлинни години (по скорошни оценки), то светимостта на Ригел би била 219 хиляди пъти по-голяма от слънчевата.
През 2018 г. е измерен ъгловият диаметър на звездата – 2,526 mas. След отчитането на потъмняването на краищата на обекта, е получен ъглов момент 2,606 ± 0,009 mas, от което се получава радиус 74,1+6,1
−7,3 R☉.
Маса от 21 ± 3 M☉ при възраст 8 ± 1 млн. години е определена чрез сравняване на еволюционните следи, докато атмосферното моделиране на спектъра дава маса от 24 ± 8 M☉. Съдейки по спектралния клас и цвета, повърхностната температура на Ригел е около 12 100 K.
Ригел е син свръхгигант, който е изразходил водородното си гориво в ядрото, после се е разширил и се е охладил, докато е излизат от главната последователност в горната част на диаграмата на Херцшпрунг-Ръсел. Когато звездата се е намирала в главна последователност, нейната температура вероятно е била около 30 хиляди K. Пулсиращите свойства на Ригел подсказват, че тя вероятно е преминала през етапа на червен свръхгигант, след което температурата ѝ се е покачила, за да се превърне за втори път в син свръхгигант – нещо, което се очаква за някои достатъчно големи звезди. Наличието на елементи на повърхността, което се вижда в спектъра на звездата, е съвместимо с тази теория само ако вътрешните зони на конвекция се моделират чрез нехомогенни химични условия. Очаква се, Ригел да свърши като свръхнова тип II. Това е един от най-близките потенциални първообрази на свръхнова до Земята, като се очаква да има максимална видима величина около −11 (приблизително същата яркост като четвъртина Луна).
Сложната изменчивост на Ригел във видимия диапазон се причинява от звездни пулсации, подобни на тези на Денеб. Допълнителните наблюдения на измененията на радиалната ѝ скорост сочат, че тя има едновременни колебания в поне 19 нерадиални режима с периоди, вариращи от 1,2 до 74 дни. Последните модели на звездната еволюция предполагат, че пулсациите се захранват от ядрени реакции в обвивката, където се изгаря водород и е поне частично неконвективна. Също така е възможно звездата да синтезира хелий в ядрото си.
Поради близостта им един до друг и неяснотите в спектъра им, за индивидуалните свойства на членовете на тройната система Ригел AB се знае твърде малко. Смята се, че и трите звезди са със сравнително еднаква температура и са звезди от главна последователност от тип B с маса 3 – 4 пъти по-голяма от слънчевата.